# Parasitiphis jeanneli
Parasitiphis jeanneli är en spindeldjursart som först beskrevs av André 1947.  Parasitiphis jeanneli ingår i släktet Parasitiphis och familjen Ologamasidae. Inga underarter finns listade i Catalogue of Life.